# Il grande Blek
Pour plus de détails, voir Fiche technique et Distribution.
Il grande Blek est un film italien réalisé par Giuseppe Piccioni sorti en 1987.

## Synopsis
Le film relate l'histoire des jeunes d'Ascoli Piceno et en général des petites villes de province des années 1960 et 1970 ; les rébellions de jeunes contre des schémas culturels trop rigides, contre le modèle social avec le désir de créer un avenir différent de celui de leurs parents.
Le protagoniste se souvient des temps de l'enfance et de la passion pour la bande dessinée et surtout pour le héros appelé le grande Blek.

## Fiche technique
- Titre : Il grande Blek
- Réalisation :	Giuseppe Piccioni
- Scénario : Giuseppe Piccioni, Maura Nuccetelli
- Photographie : Alessio Gelsini Torresi
- Montage : Angelo Nicolini
- Musique : Lele Marchitelli et Danilo Rea
- Costumes : Marina Campanale
- Producteur : Domenico Procacci
- Pays d'origine :  Italie
- Langue : Italien
- Genre : Comédie dramatique
- Durée : 105 min.
- Date de sortie : 1987[Où ?]

## Distribution
- Roberto De Francesco : Yuri
- Sergio Rubini : Razzo
- Riccardo De Torrebruna : Marco
- Francesca Neri : Laura
- Dario Parisini : Antonio